# Natalie Grandin
Natalie Grandin (ur. 27 lutego 1981 w East London) – tenisistka południowoafrykańska; zwyciężczyni jednego turnieju WTA w grze podwójnej.

## Kariera tenisowa
Natalie to tenisistka leworęczna z oburęcznym bekhendem. Status profesjonalny otrzymała w 1999 roku. 12 września 2005 osiągnęła najwyższą, 144 pozycję w klasyfikacji tenisistek. W rankingu deblistek zajmowała 54 miejsce w dniu 21 czerwca 2010. Wygrała trzy turnieje kobiecego cyklu rozgrywek ITF w grze pojedynczej oraz dwadzieścia cztery w podwójnej. W turniejach WTA czterokrotnie dochodziła do finałów debla (Seul 2005, Bangkok i Bali 2006, Bali 2007), ale żadnej z szans nie wykorzystała i do dziś nie może pochwalić się tytułem WTA. W 2005 roku reprezentowała Republikę Południowej Afryki w Pucharze Federacji.
W 2001 roku sześciokrotnie startowała w kwalifikacjach do turniejów WTA, trzykrotnie dostała się do głównych zawodów, ale wszystkie przegrała w pierwszej rundzie. Już w 2002 ujawniła się jako zdolna deblistka i osiągnęła w grze podwójnej kilka dobrych wyników. Pierwsze finały debla osiągnęła w 2005 roku.
We wrześniu tego roku osiągnęła w parze z Amerykanką Jill Craybas finał turnieju trzeciej kategorii WTA na Bali.
We wrześniu 2011 roku, grając w parze z Vladimírą Uhlířova, wygrała rywalizację deblistek w Seulu, pokonując w finale 7:6(5), 6:4 parę Wiera Duszewina-Galina Woskobojewa.

## Finały turniejów WTA
| Legenda                     | Legenda |
| --------------------------- | ------- |
| Wielki Szlem                |         |
| Igrzyska olimpijskie        |         |
| WTA Tour Championships      |         |
| 1988 – 2008                 |         |
| Kategoria I                 |         |
| Kategoria II                |         |
| Kategoria III               |         |
| Kategoria IV                |         |
| Kategoria V                 |         |
| 2009 – 2020                 |         |
| WTA Premier Mandatory       |         |
| WTA Premier 5               |         |
| WTA Premier                 |         |
| WTA International Series    |         |
| WTA 125K series (2012–2020) |         |

### Gra podwójna 12 (1-11)
| Końcowy wynik | Nr  | Data                | Turniej    | Nawierzchnia | Partnerka          | Przeciwniczki                             | Wynik finału      |
| ------------- | --- | ------------------- | ---------- | ------------ | ------------------ | ----------------------------------------- | ----------------- |
| Finalistka    | 1.  | 26 września 2005    | Seul       | Twarda       | Jill Craybas       | Chan Yung-jan Chuang Chia-jung            | 2:6, 4:6          |
| Finalistka    | 2.  | 11 września 2006    | Bali       | Twarda       | Trudi Musgrave     | Lindsay Davenport Corina Morariu          | 3:6, 4:6          |
| Finalistka    | 3.  | 9 października 2006 | Bangkok    | Twarda       | Mariana Díaz-Oliva | Vania King Jelena Kostanić                | 5:7, 6:2, 5:7     |
| Finalistka    | 4.  | 10 września 2007    | Bali       | Twarda       | Jill Craybas       | Ji Chunmei Sun Shengnan                   | 3:6, 2:6          |
| Finalistka    | 5.  | 4 stycznia 2010     | Auckland   | Twarda       | Laura Granville    | Cara Black Liezel Huber                   | 6:7(4), 2:6       |
| Finalistka    | 6.  | 26 września 2010    | Seul       | Twarda       | Vladimíra Uhlířová | Julia Görges Polona Hercog                | 3:6, 4:6          |
| Finalistka    | 7.  | 21 maja 2011        | Strasbourg | Ceglana      | Vladimíra Uhlířová | Akgul Amanmuradova Chuang Chia-jung       | 4:6, 7:5, 2-10    |
| Finalistka    | 8.  | 25 czerwca 2011     | Barcelona  | Ceglana      | Vladimíra Uhlířová | Iveta Benešová Barbora Záhlavová-Strýcová | 7:5, 4:6, 9-11    |
| Finalistka    | 9.  | 10 lipca 2011       | Budapeszt  | Ceglana      | Vladimíra Uhlířová | Anabel Medina Garrigues Alicja Rosolska   | 2:6, 2:6          |
| Finalistka    | 10. | 21 sierpnia 2011    | Cincinnati | Twarda       | Vladimíra Uhlířová | Vania King Jarosława Szwiedowa            | 4:6, 6:3, 9-11    |
| Zwyciężczyni  | 1.  | 25 września 2011    | Seul       | Twarda       | Vladimíra Uhlířová | Wiera Duszewina Galina Woskobojewa        | 7:6(5), 6:4       |
| Finalistka    | 11. | 26 maja 2012        | Strasbourg | Ceglana      | Vladimíra Uhlířová | Wolha Hawarcowa Klaudia Jans-Ignacik      | 7:6(4), 3:6, 3-10 |

## Wygrane turnieje rangi ITF
| turnieje z pulą nagród 100 000 $ |
| turnieje z pulą nagród 75 000 $  |
| turnieje z pulą nagród 50 000 $  |
| turnieje z pulą nagród 25 000 $  |
| turnieje z pulą nagród 15 000 $  |
| turnieje z pulą nagród 10 000 $  |

### Gra pojedyncza
|    | Data       | Turniej       | Kat. | ($)    | Naw.   | Finalistka       | Wynik    |
| 1. | 17/11/2002 | Port Pirie    | ITF  | 25 000 | twarda | Evie Dominikovic | 6:3, 6:2 |
| 2. | 31/07/2005 | Lexington     | ITF  | 50 000 | twarda | Stéphanie Dubois | 6:4, 6:3 |
| 3. | 19/10/2008 | Mount Gambier | ITF  | 25 000 | twarda | Melanie South    | 7:6, 6:4 |

## Finały juniorskich turniejów wielkoszlemowych

### Gra podwójna (1)
| Końcowy wynik | Rok  | Turniej         | Nawierzchnia | Partnerka      | Przeciwniczki                    | Wynik finału |
| Finalistka    | 1999 | Australian Open | Twarda       | Nicole Rencken | Eleni Daniilidu Virginie Razzano | 1:6, 1:6     |